# Stipola

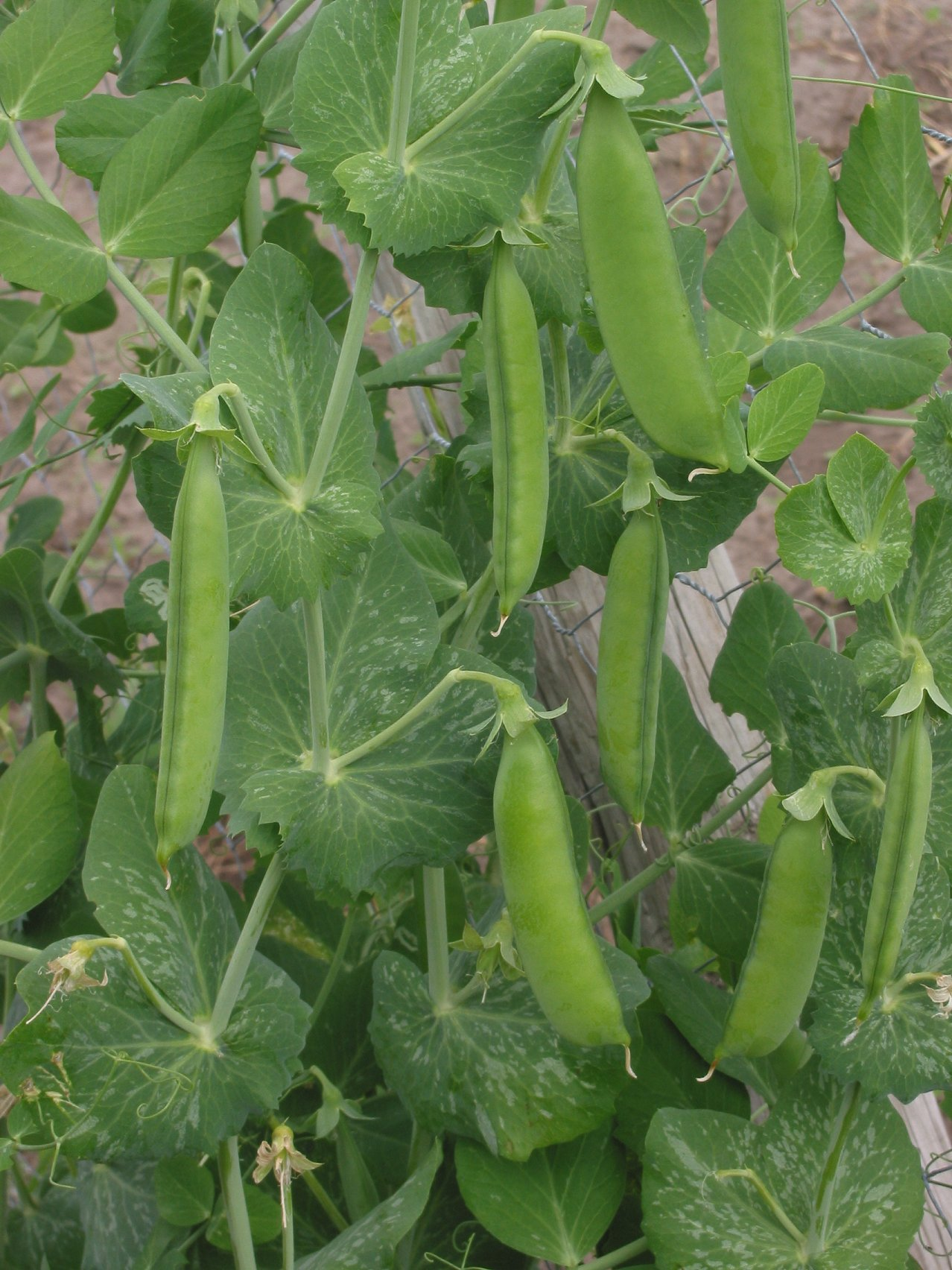
Stipole grandi e fotosintetizzanti nella pianta del pisello.

La stipola è una parte della foglia, in particolare un'appendice che si differenzia alla base del picciolo in alcuni tipi di foglie.

## Caratteristiche

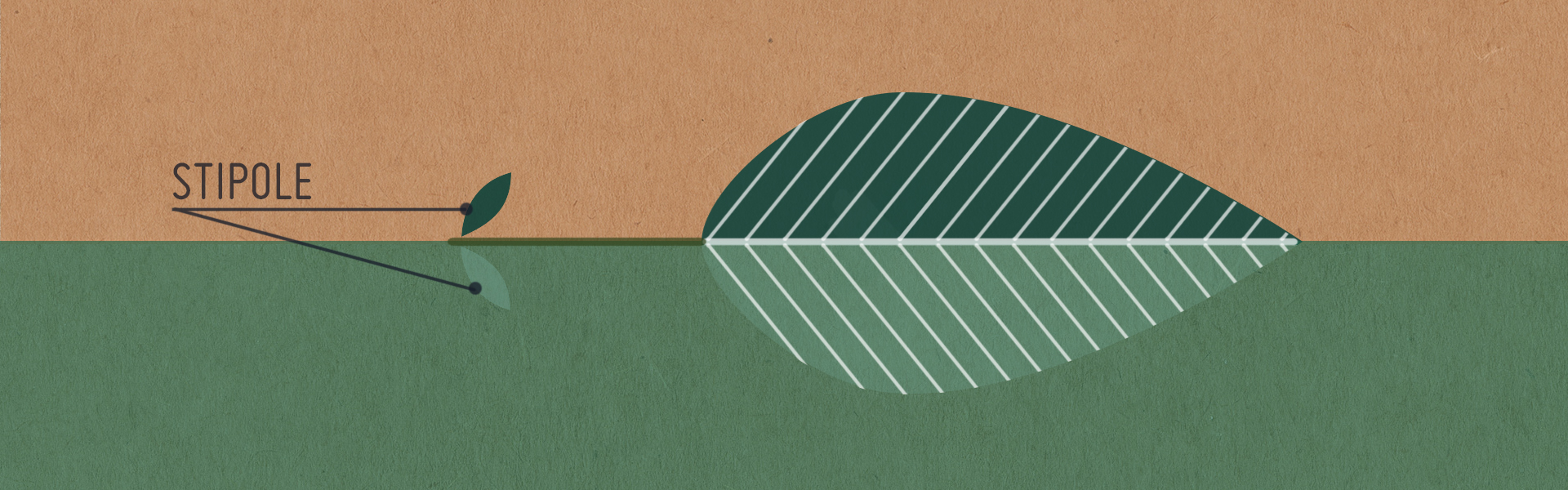
Illustrazione schematica

Le stipole derivano dalla zona di contatto fra la parte basale e quella apicale della bozza fogliare e non sono sempre presenti. Possono essere caduche (es. nel faggio) o persistenti, di forma molto simile alle foglie o, più spesso, di minor dimensione. Le stipole possono svilupparsi molto, tanto da svolgere funzione di fotosintesi clorofilliana o possono subire metamorfosi trasformandosi in spine, probabilmente con funzione difensiva, per esempio nelle robinia.

## Esempi

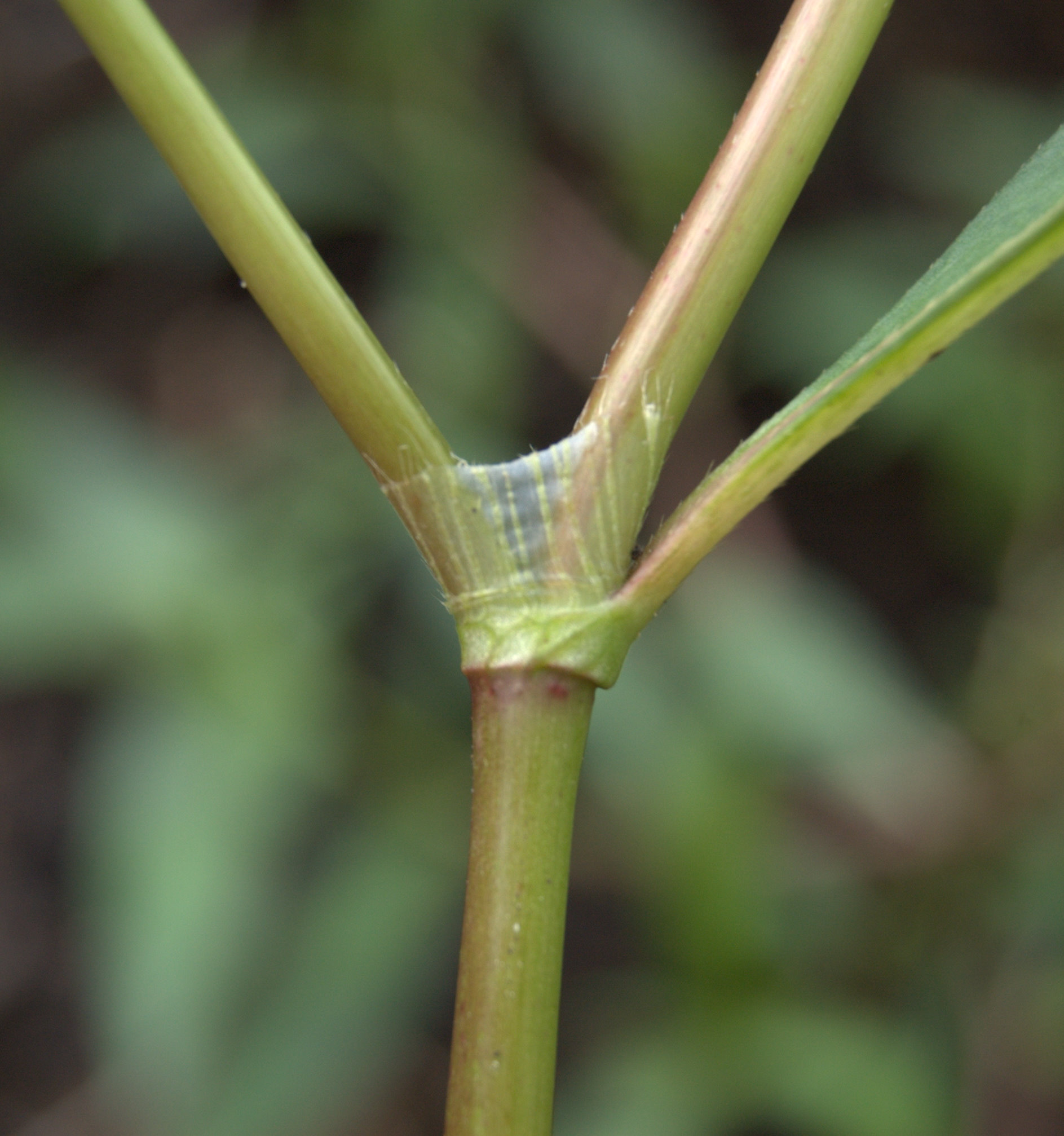
Ocrea, formata dalla saldature delle stipole attorno al fusto

Foglie tipicamente stipolate sono ad esempio quelle della rosa. Nelle Polygonaceae le stipole si saldano fra loro formando un involucro guainante intorno al fusto, chiamato ocrea.